# Dandelion Children
Dandelion Children (včasih napisano kot Dandelion children) je tričlanska slovenska rock glasbena skupina iz Ljubljane. Obstajajo od leta 2007, v času obstoja so izdali šest studijskih albumov. Začetki skupine pa segajo v leto 2005, ko sta se z glasbo začela ukvarjati brat in sestra Jure in Katja Kremenšek.
Čeprav je krovna glasbena zvrst, ki jo igrajo, rock, v svojih pesmih kažejo tudi vplive bluesa, punka, indie rocka in reggaeja. 

## Člani
- Jure Kremenšek — vokal, kitara, bas kitara, klaviature
- Anže Črnak — kitara, bas kitara, spremljevalni vokal
- Katja Kremenšek — bobni

## Diskografija
Studijski albumi
- Perfection Off (2007)
- Perhaps Maybe (2008)
- Dandelion Children Stole My Bike (2009)
- Dandeloid (2010)
- Dandelion Children so pičke (2012)
- Dandelion Children (2013)
- That One Sunday (2017)

Kompilacijski albumi
- Abortion Overdue (2015)